# Cypripedioideae
La subfamilia Cypripedioideae pertenece a la familia de las orquídeas.
Esta subfamilia se ha considerado por algún autor (Rasmussen, 185) que tiene entidad suficiente como para ser una familia "Cypripediaceae", separada de Orchidaceae.
Esta subfamilia es un clado monofilético que incluye a cinco géneros. Sus características comunes son:
Dos anteras fértiles diandras (= con dos estambres perfectos), un estaminodio con forma de escudo y un labelo saculiforme (con forma de saco).
"Zapatilla de dama" es un término que se usa para describir una variedad de orquídeas en esta subfamilia, en el que se incluyen los géneros  Paphiopedilum, Phragmipedium, Selenipedium, Cypripedium y el monotípico Mexipedium, y se distinguen por la abolsada forma de zapatilla de su labelo que funciona como una trampa de insectos, por lo cual el insecto es forzado a pasar con la espalda por el estaminodio, con lo que se recolectan o depositan los polinia.

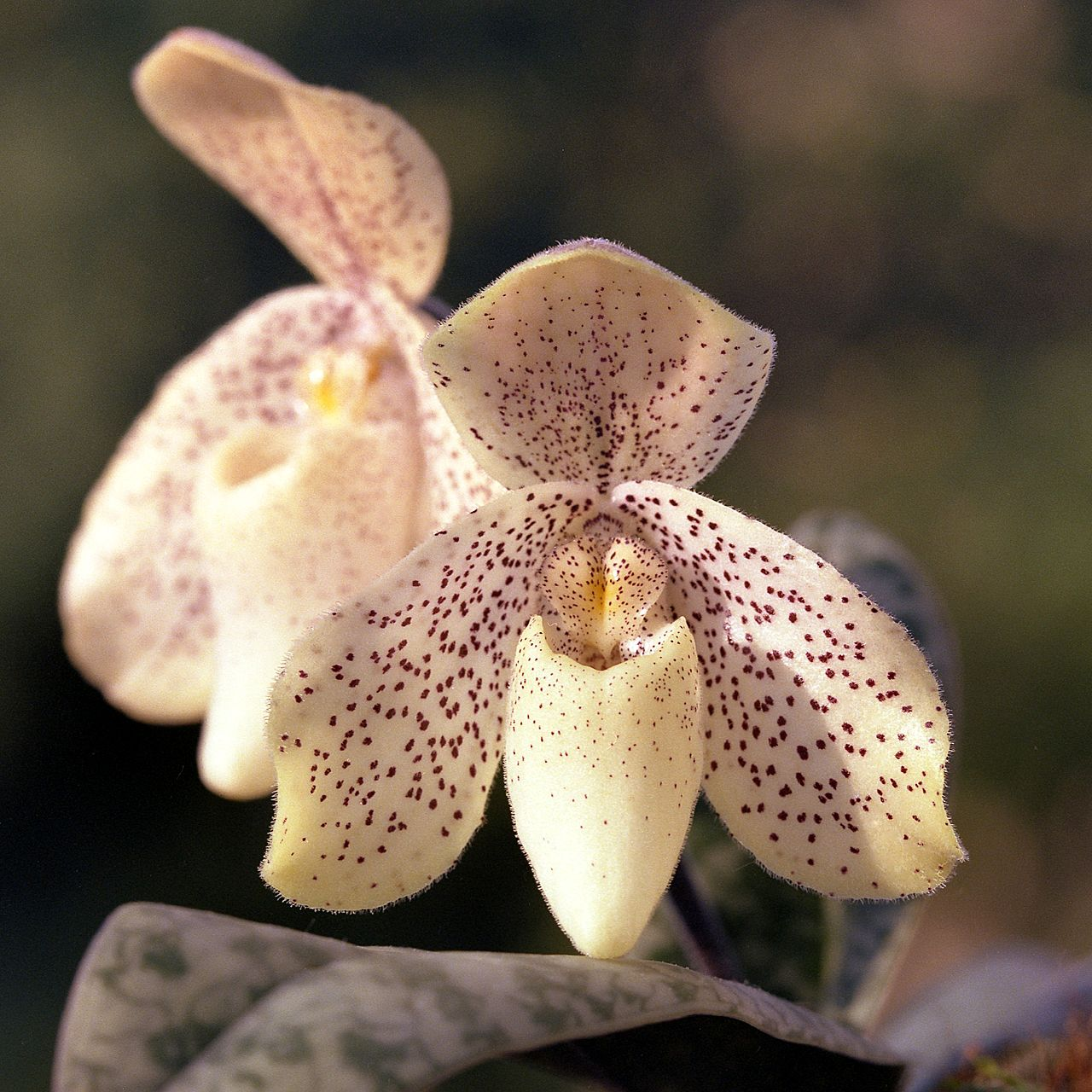
Paphiopedilum concolor.

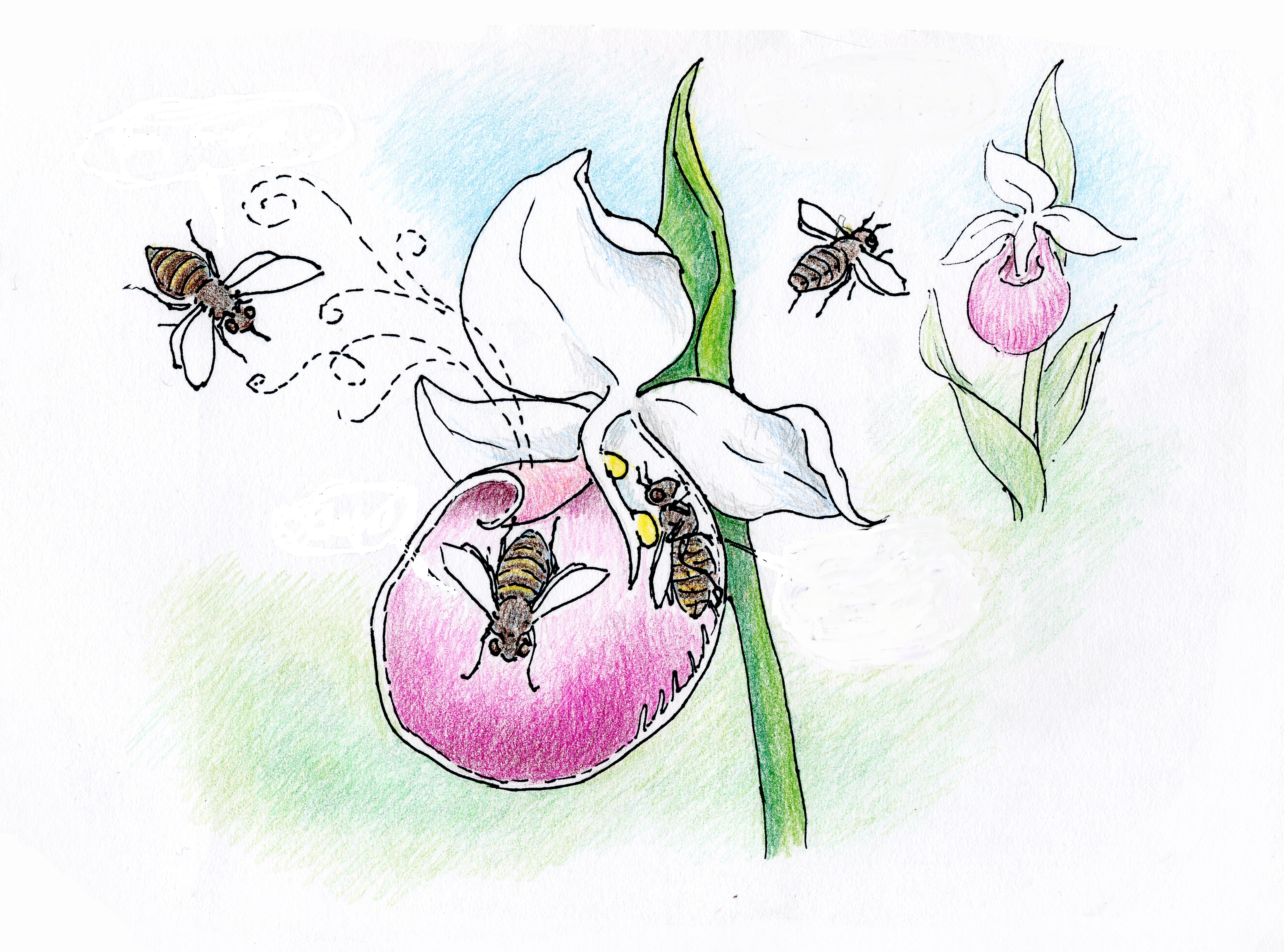
Cypripedium o zapato de dama atrae y entrampa un insecto.

- El género Paphiopedilum se encuentra en las selvas tropicales del sureste de Asia llegando tan al norte como es el Sur de China. Paphiopedilum es fácil de cultivar y por esto es muy popular entre los orquidófilos. De hecho la sobre recolección de este género ha causado grandes estragos en su medio natural.

- El género Phragmipedium, se encuentra en Norte, Sur y Centroamérica, también es fácil de cultivar y requiere unas temperaturas tan bajas como en Paphiopedilum, eliminando la necesidad de invernadero para su cultivo en muchas zonas.

- El género Cypripedium se encuentran a lo largo de la mayor parte de Norteamérica y Asia, además de en algunas zonas de Europa y en Argelia.[1] La flor insignia del estado de Minesota en los  Estados Unidos de América, es la vistosa "zapatillas de dama" (Cypripedium reginae).